# Planck-sűrűség
A Planck-sűrűség a Max Planck német fizikus által felállított természetes egységrendszer sűrűségegysége:
{\displaystyle \rho _{P}={\frac {m_{P}}{l_{P}^{3}}}={\frac {c^{5}}{\hbar G^{2}}}} ≈ 5,1·1096 kg/m³
ahol:
c a fénysebesség vákuumban
{\displaystyle \hbar } a redukált Planck-állandó vagy Dirac-állandó
G a gravitációs állandó

## Lásd még
- Planck-egységek